# Semachrysa jade
Semachrysa jade là một loài trong họ Chrysopidae sống ở Selangor trong rừng mưa Malaysia. Cho đến nay chỉ có con mái được tìm thấy. Chúng có những chấm đen trên phía dưới của cánh. Con lớn sống bằng nhụy hoa trong khi ấu trùng lại ăn những loài côn trùng nhỏ khác.
Sự khám phá ra loài này thật tình cờ khi có người bỏ hình nó lên Flickr nhờ người ta tìm xem nó thuộc loài gì.

## Hình

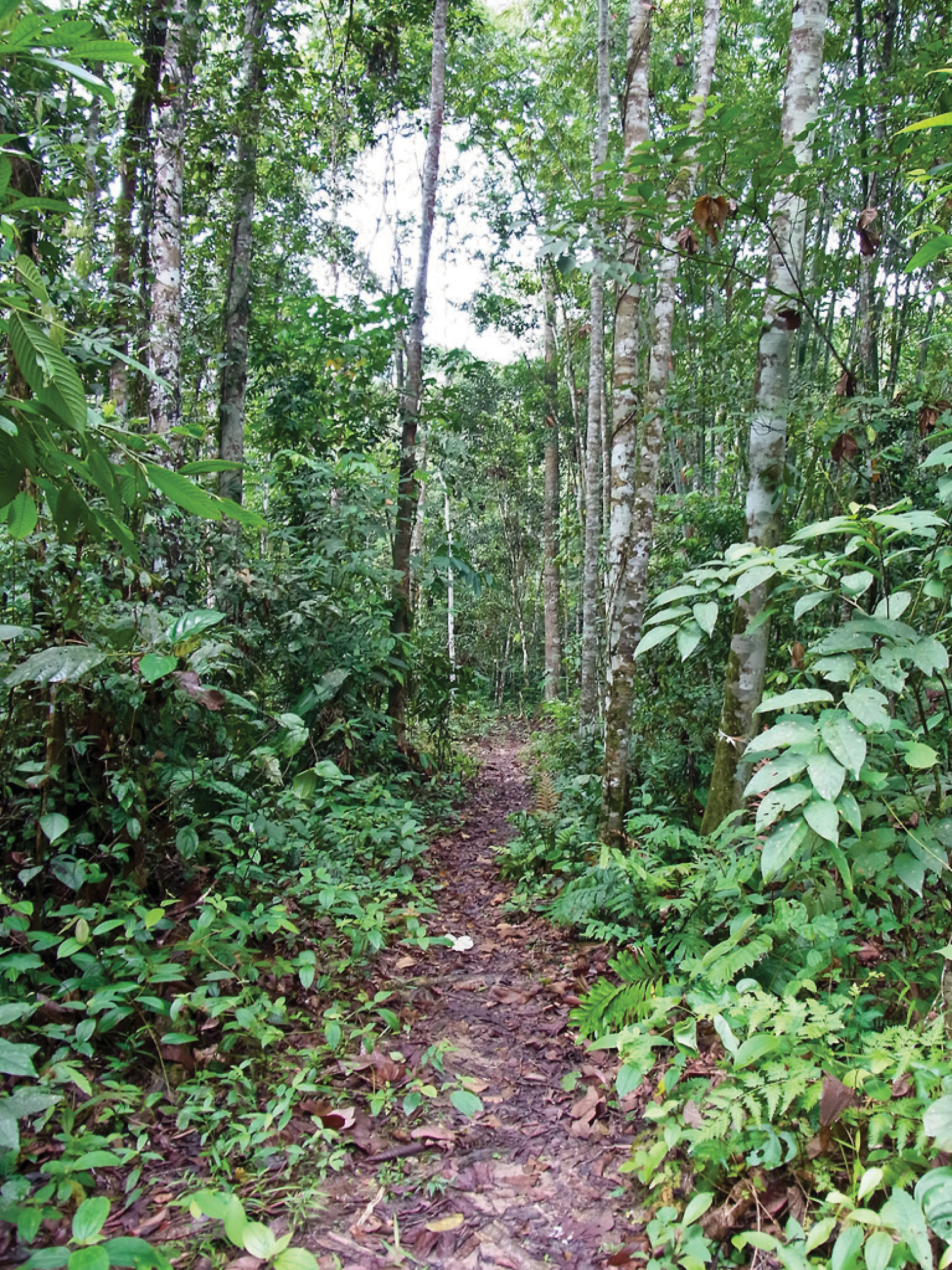
Nơi mà Semachrysa được tìm thấy
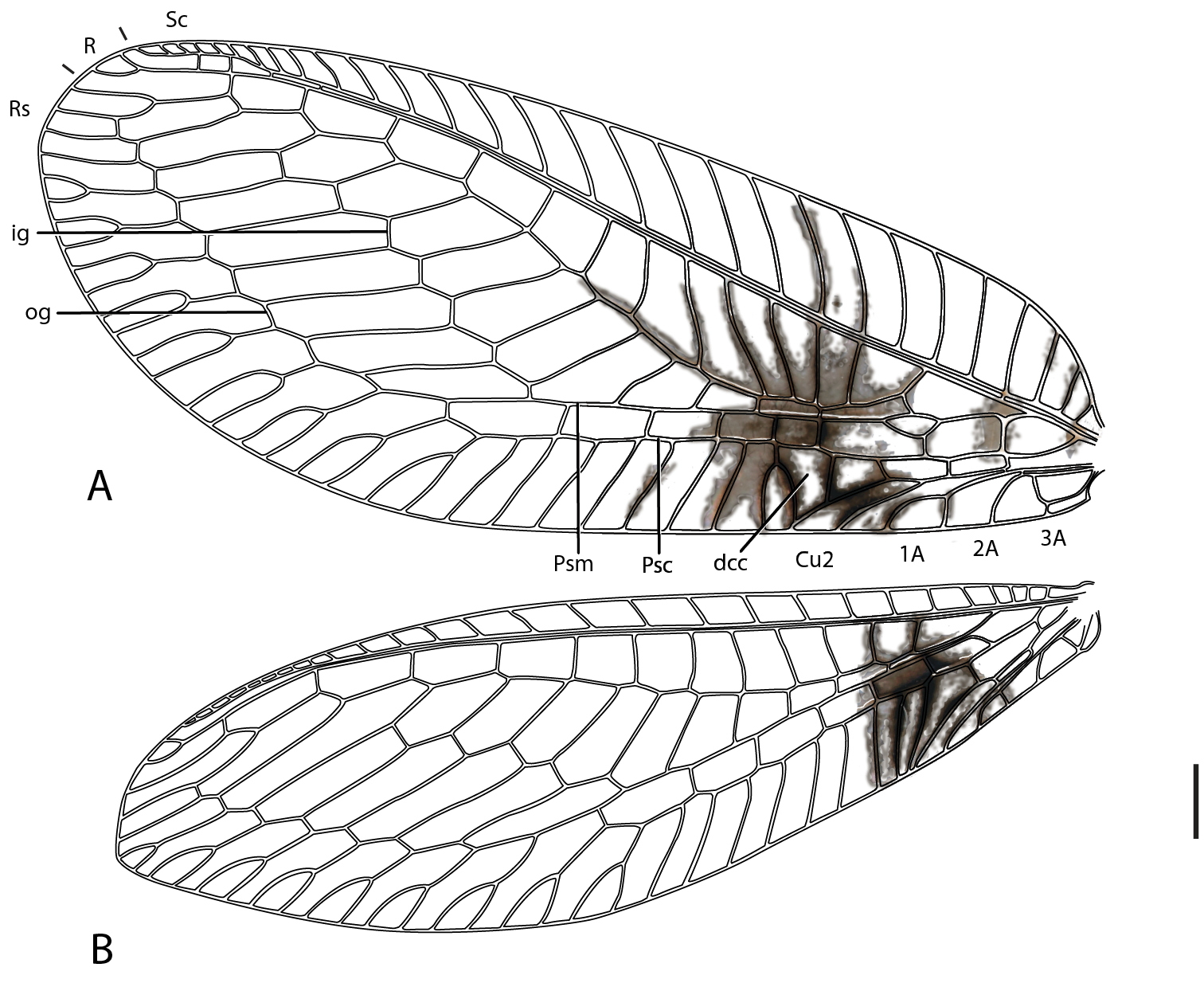
A-Cánh trước (15 mm) B-Cánh sau (13,5 – 14 mm)